# Blow by Blow (film, 1928)

Blow by Blow  est un film américain de Leo McCarey sorti en 1928.

## Fiche technique
- Titre : Blow by Blow
- Réalisation : Leo McCarey
- Costumes : William Lambert
- Scénario : Leo McCarey
- Montage : Richard C. Currier
- Photographie : George Stevens
- Producteur : Hal Roach
- Société de production : Hal Roach Studios
- Société de distribution : Metro-Goldwyn-Mayer (MGM)
- Pays de production :  États-Unis
- Langue : Anglais
- Format : 1.33 : 1, 35mm, noir et blanc
- Durée : 20 minutes
- Date de sortie : 31 mars 1928

## Distribution
- Max Davidson
- Gene Morgan
- Spec O'Donnell
- Viola Richard
- Lillian Leighton
- Harvey Clark